# علي آباد آق حصار
علي ‌آباد آق ‌حصار (بالفارسية: علي اباداق حصار) هي قرية تقع في الريف في سيف آباد، ضمن ناحية لالجن، في مقاطعة بهار، محافظة همدان في إيران.

## السكان
وفقًا لتعداد عام 2006، بلغ عدد سكان القرية 224 نسمة موزعين على 50 عائلة.